# Keeneland
Keeneland är en hästkapplöpningskomplex i Lexington i Kentucky i USA, som öppnades 1936. Det innehåller två distinkta divisioner: Keeneland Race Course, en galoppsportsanläggning och Keeneland Sales, ett hästauktionskomplex. Det är också känt för sitt stora referensbibliotek.

## Större löp
Keeneland var värd för Breeders' Cup för första gången 2015. Breeders' Cup Classic vanns av Triple Crown-vinnaren American Pharoah med sex och en halv längd. Han blev den förste att vinna hästkapplöpnings inofficiella Grand Slam; vinna Kentucky Derby, Preakness Stakes, Belmont Stakes och Breeders' Cup Classic. Många inom sporten var skeptiska till Keeneland som arrangör för tävlingarna, eftersom banan och staden var för liten för att stå värd för ett så stort evenemang. I augusti 2018 utsågs Keeneland till värd för Breeders' Cup 2020.